# Herb Kościana
Herb Kościana – jeden z symboli miasta Kościan w postaci herbu.

## Wygląd i symbolika
Herb przedstawia czerwoną basztę z bramą, dwoma czarnymi prostokątnymi oknami, czerwoną galeryjką ze wspornikami o pięciu kolumnach oraz trójkątnym niebieskim daszkiem zwieńczonym żółtą gałką. Baszta ma konstrukcję drewnianą (gładką).

## Historia
Najstarszą zachowaną pieczęcią herbową miasta jest pieczęć pochodząca z końca XIV wieku odciśnięta na dokumentach z lat 1396, 1397, 1401 i 1408. Przez wieki stosowany był herb przedstawiający basztę z bramą, oknami i galeryjką. Niespodziewanie od 1881 roku miasto zaczęło używać pieczęci z motywem baszty z orłem o rozpostartych skrzydłach nad nią – był to jednak znak ochronny sukienników kościańskich nadany przez króla polskiego Kazimierza Jagiellończyka. W latach wojny i okupacji 1939–1945 hitlerowskie urzędy powróciły do wizerunku herbowego wzorowanego na pieczęciach z XIV i XV wieku. Po zakończeniu II wojny światowej do roku 1950 używano owalnych pieczęci z basztą obronną ale z uwidocznioną ceglaną konstrukcją baszty i zaznaczoną dachówką. Po zmianach ustrojowych 1989 roku opracowano nowy wizerunek herbowy w Muzeum Regionalnym w Kościanie na podstawie pieczęci herbowych z przełomu XIV i XV wieku. Kolorystyka herbu została opracowana na podstawie ustaleń polskiego sfragistyka – Mariana Gumowskiego.